# Biserica de lemn „Acoperământul Maicii Domnului” din Berlinți
Biserica de lemn „Acoperământul Maicii Domnului” este o biserică amplasată în Berlinți, raionul Briceni, Republica Moldova. Este un monument arhitectural de importanță națională inclus în Registrul monumentelor Republicii Moldova ocrotite de stat cu nr. 36 (raionul Briceni). Datează din 1892.